# ラモン・ソウト
ラモン・ソウト（スペイン語: Ramón Souto、1976年4月21日 - ）は、スペインの作曲家。
ビーゴ出身。スペインの室内楽オーケストラ「ヴェルティシェ・ソノラ・アンサンブル」の創設者。

## 経歴
C.S.M.ビーゴとC.L.E.M.バルセロナを卒業後、演劇グループ「Artello」と共同で、『fábula』や『polgariño』といった公演で音楽を制作した。その後、実験集団BAURに加わり、フリー・インプロヴィゼーション、プログレッシブ・ロック、フリー・ジャズなどのイベントに参加。同時に、Encuentro de Compositores Iberoamericanos、青少年研究所、Villafranca, Acanthes、Festival de Música Española de Cádizなどの会合や主要大会で作品を発表した。後者は、2008年オッシーア国際作曲コンクールで名誉賞を受賞するなどしている。イーチョン・チェン、フアン・カルロス・ガルバヨ、ドナチエンヌ・ミシェル＝ダンサックなどの演奏家や、ホルヘ・リヒマンなどの詩人ともコラボレーションしている。現在、モスにあるIES de Mosの音楽教授を務めている。

## 活動

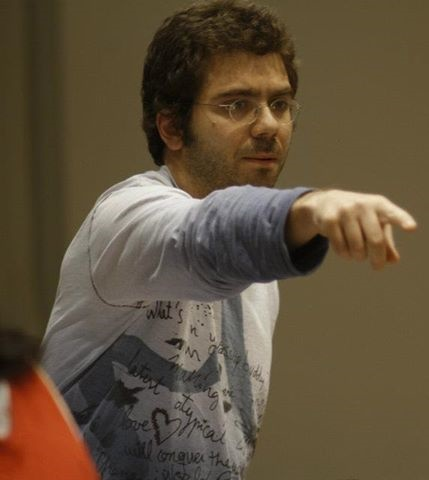
コンサートでのソウト

## フィルモグラフィ
- Correspondencias Sonoras[1][2] (2013年) by Manuel del Río